# شنيانغ جيه-35
شنيانغ جيه-35 (بالإنجليزية: Shenyang J-35) هي طائرة مقاتلة شبحية متعددة المهام من مقاتلات الجيل الخامس، أنتجت في الصين من صناعة شركة طائرات شنيانغ. كان أول طيران لها في 31 أكتوبر 2012.
صممت الطائرة على نمط طائرة إف 35 الأمريكية التي تتميز بقدرتها على التخفي من الرادار. الطائرة مزودة بقدرات قصف مواقع أرضية أو بحرية.